# Nomada rufoabdominalis
Nomada rufoabdominalis là một loài Hymenoptera trong họ Apidae. Loài này được Schwarz mô tả khoa học năm 1963.